# Menslage
Menslage là một đô thị của huyện Osnabrück, bang Niedersachsen, Đức. Đô thị này có diện tích 65,18 km².